# Żydowski dom modlitwy w Lipsku
Żydowski dom modlitwy w Lipsku – jeden z rejestrowanych zabytków miasta Lipsko, w powiecie lipskim, w województwie mazowieckim. Znajduje się przy ulicy Iłżeckiej.
Obecnie jest to siedziba Powiatowego Centrum Pomocy Rodzinie. Przed holocaustem w budynku znajdował się dom modlitwy, sąsiadujący z niezachowaną do dziś synagogą. Budowla jest murowana, parterowa, jednopiętrowa w części centralnej, charakteryzująca się wysokim poddaszem. Wzniesiono ją na rzucie prostokąta.
Budowa domu modlitwy, jednego z kilku w mieście, została rozpoczęta przez gminę żydowską. W dniu 30 kwietnia 1924 roku o wydanie pozwolenia na budowę poprosił przewodniczący kahału Lejbuś Rozental. Wojewoda kielecki wydał zgodę 17 czerwca 1924 roku.
W czasie prac badawczych, w dniu 10 maja 2021 roku, zostały odkryte ślady polichromii z inskrypcjami w alfabecie hebrajskim, zachowane na elewacji wschodniej traktu środkowego budynku. Inskrypcja w języku aramejskim zawiera fragment z księgi Zohar; jest to tekst nazywany Kegawna, odmawiany przez chasydów na powitanie szabatu przed modlitwą Barechu.